# Wysocko Wielkie

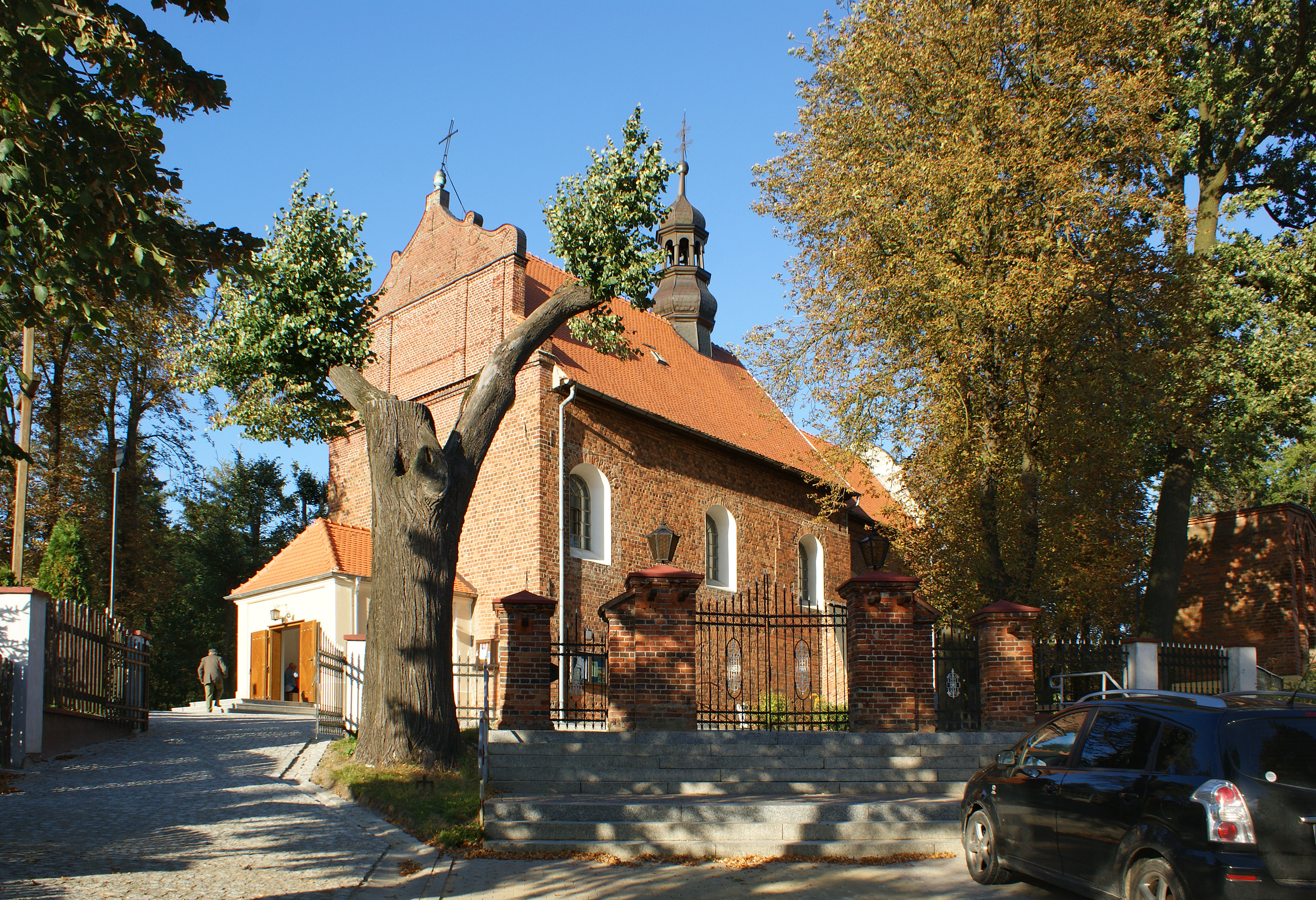
Kościół Podwyższenia Krzyża Świętego z XVI w.

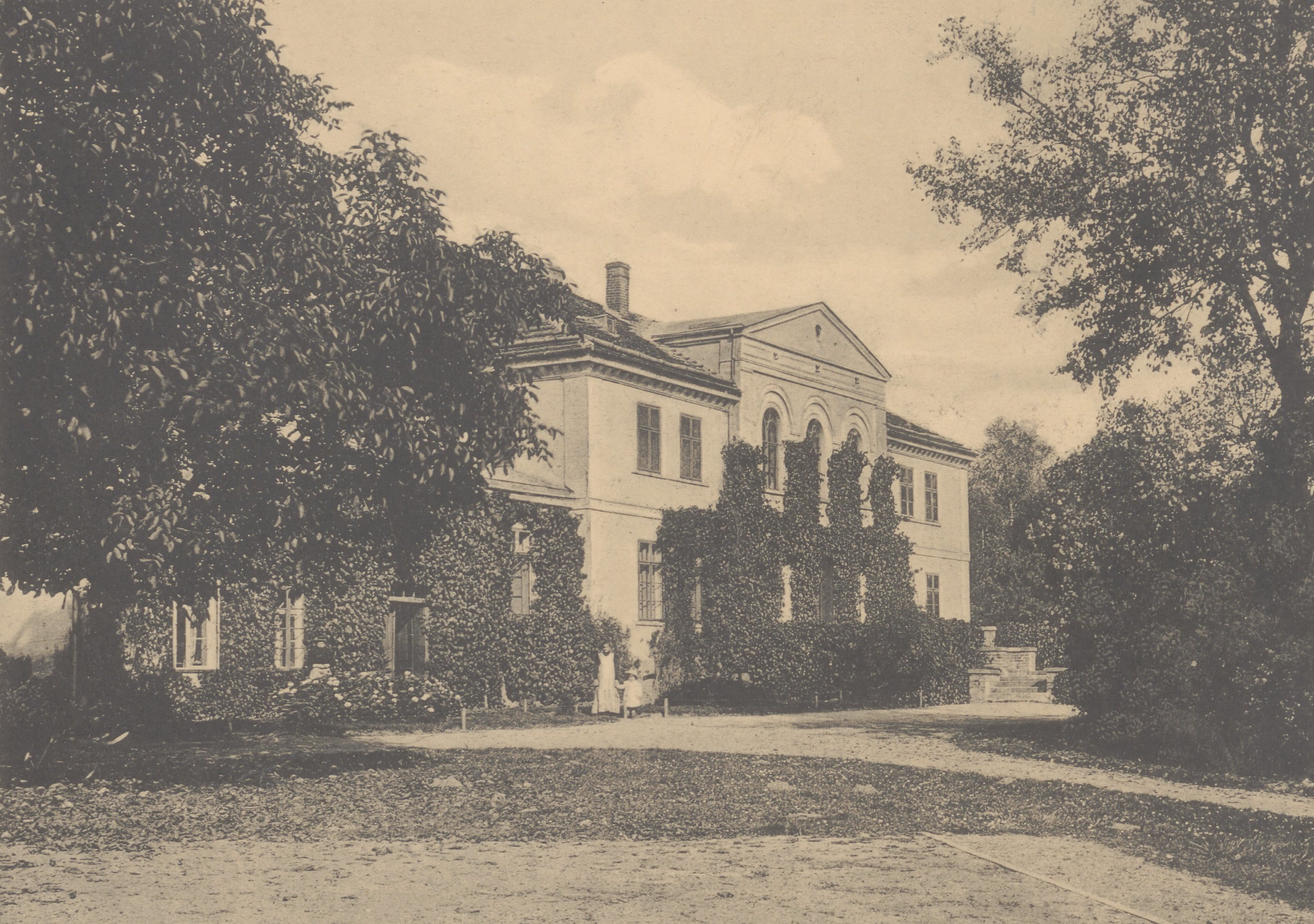
Widok pałącu przed 1912

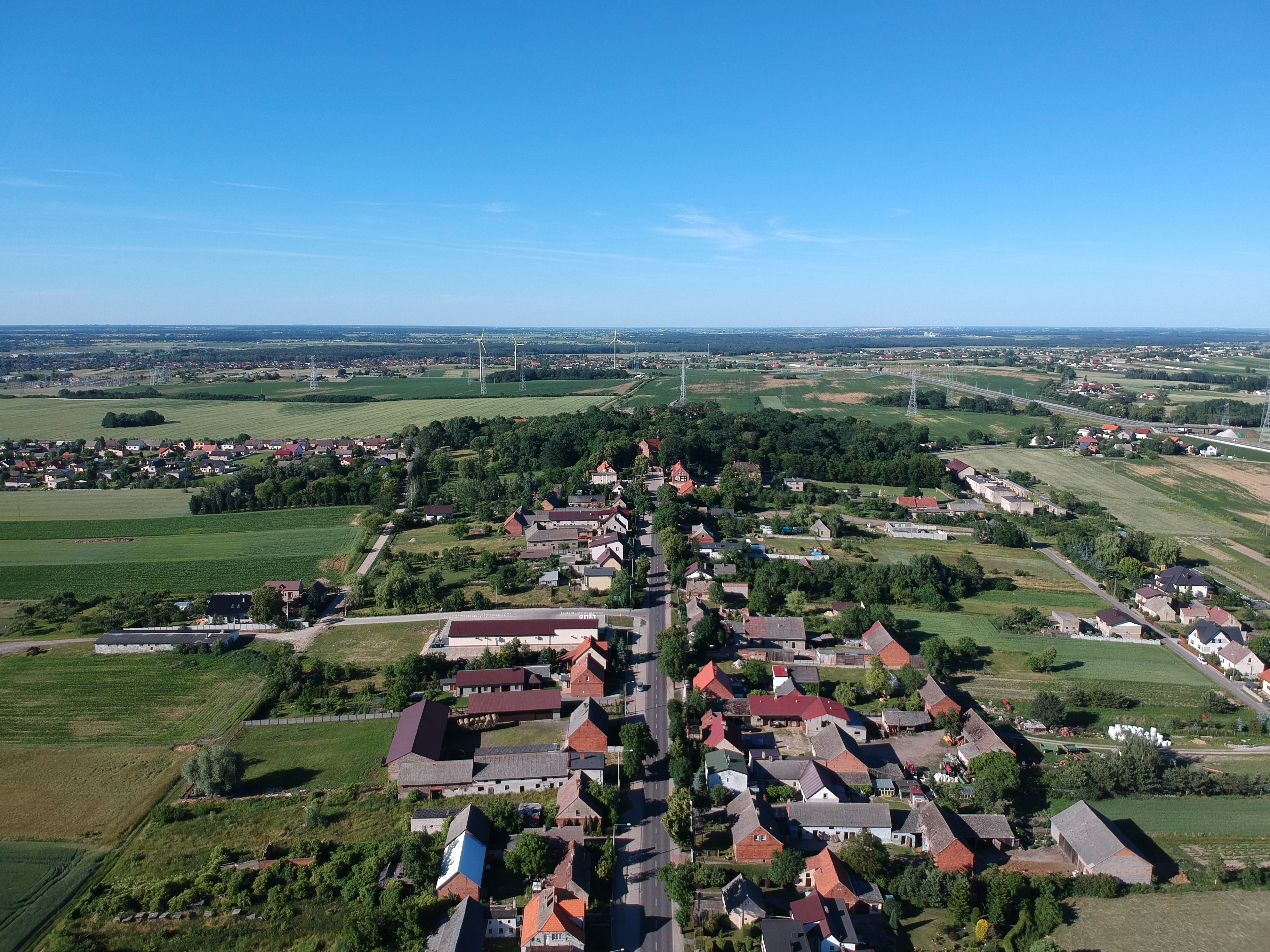
Wysocko wielkie z lotu ptaka

Wysocko Wielkie (łac. Visoczko, niem. Groß Wysocko) – wieś w Polsce położona w województwie wielkopolskim, w powiecie ostrowskim, w gminie Ostrów Wielkopolski.
Do 1953 roku miejscowość była siedzibą gminy Wysocko Wielkie.
Jest to zurbanizowana wieś położona przy południowo-wschodniej granicy Ostrowa Wielkopolskiego (dojazd autobusami komunikacji miejskiej). Liczy ok. 1000 mieszkańców. Leży na Wzgórzach Wysockich, których najwyższy szczyt mierzy 186 m n.p.m.
W pobliżu wsi znajduje się elektrownia wiatrowa.

## Historia
Teren osadnictwa z II okresu brązów (1500-1200 r. p.n.e.). Odkryto tu cmentarzysko kurhanów z tego okresu. Wysocko Wielkie jest jedną z najstarszych miejscowości regionu. Już w 1298 r. istniał tu kościół i parafia Visoczko.
Gniazdo rodu Szembeków, którego przedstawicielami byli m.in. malarz Stanisław Szembek oraz działacz społeczny i narodowościowy Bogdan Szembek. W 1932 r. urodził się w Wysocku Kazimierz Działocha, profesor prawa, sędzia Trybunału Konstytucyjnego.
Miejscowość przynależała administracyjnie przed rokiem 1887 do powiatu odolanowskiego, w latach 1975-1998 do województwa kaliskiego, a w latach 1887-1975 i od 1999 do powiatu ostrowskiego.

## Zabytki
- kościół Podwyższenia Krzyża Świętego, późnogotycki, prawdopodobnie z początku XVI wieku, powiększany w 1684 r. Położony na jednym z najwyższych wzgórz w okolicy. Na szczycie tego wzgórza postawiono w końcu XIX wieku arkadową dzwonnicę. W ścianach świątyni znajdują się otwory po rozniecaniu przez mieszkańców drewnianymi świdrami ognia w Wielką Sobotę, który przeniesiony do domowych palenisk miał przynieść szczęście i dostatek. Wyposażenie kościoła jest późnobarokowe, z XVIII wieku. W prezbiterium znajdują się dwa obrazy Stanisława Szembeka. Rodzina Szembeków związana jest z kościołem także poprzez granitowe epitafium rodziny Szembeków oraz grób Stanisława Szembeka w podziemiach. Mieszkał on tu i pracował od 1879 r. Na wyposażeniu także:
  - w ołtarzu głównym krucyfiks z XVII wieku, rzeźby,
  - ołtarze boczne, cztery, późnobarokowe, z XVIII wieku,
  - nad chórem organowym krucyfiks barokowy i głowa rogacza,

Przy kościele znajduje się plebania z I połowy XIX wieku, kryta dachem naczółkowym.
- pałac Szembeków, z 1850 r., rozbudowywany i przebudowywany
  - oficyna pałacowa z I poł. XIX w., z czterokolumnowym portykiem i czterospadowym dachem
  - zabudowania folwarczne z XIX w.
    - trzykondygnacyjny spichlerz z I poł. XIX w.

  - park krajobrazowy
- Stara Gorzelnia z II poł. XIX w.
- cmentarz z grobami poległych powstańców wielkopolskich i rozstrzelanych żołnierzy Armii Krajowej

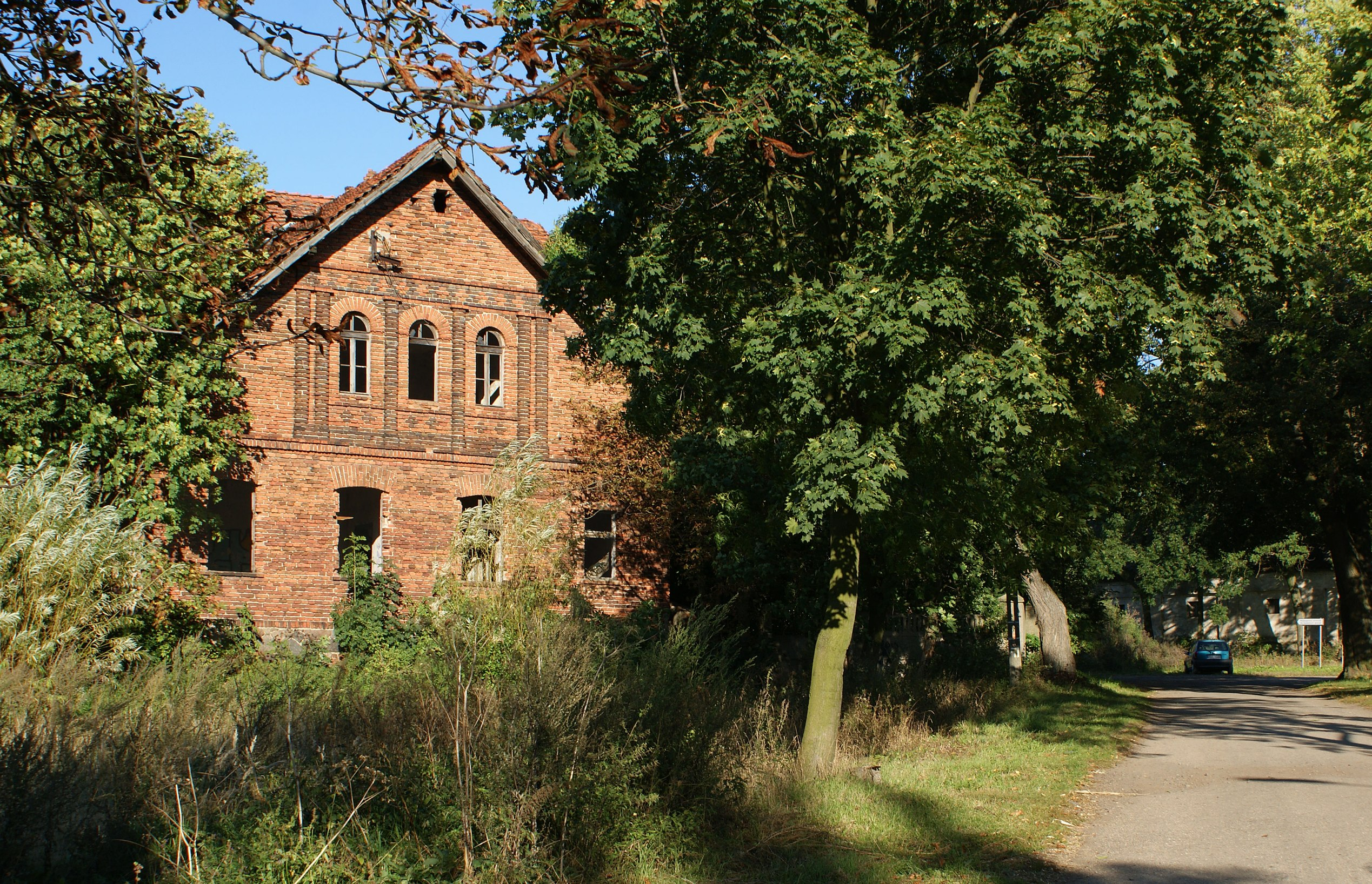
Stara Gorzelnia
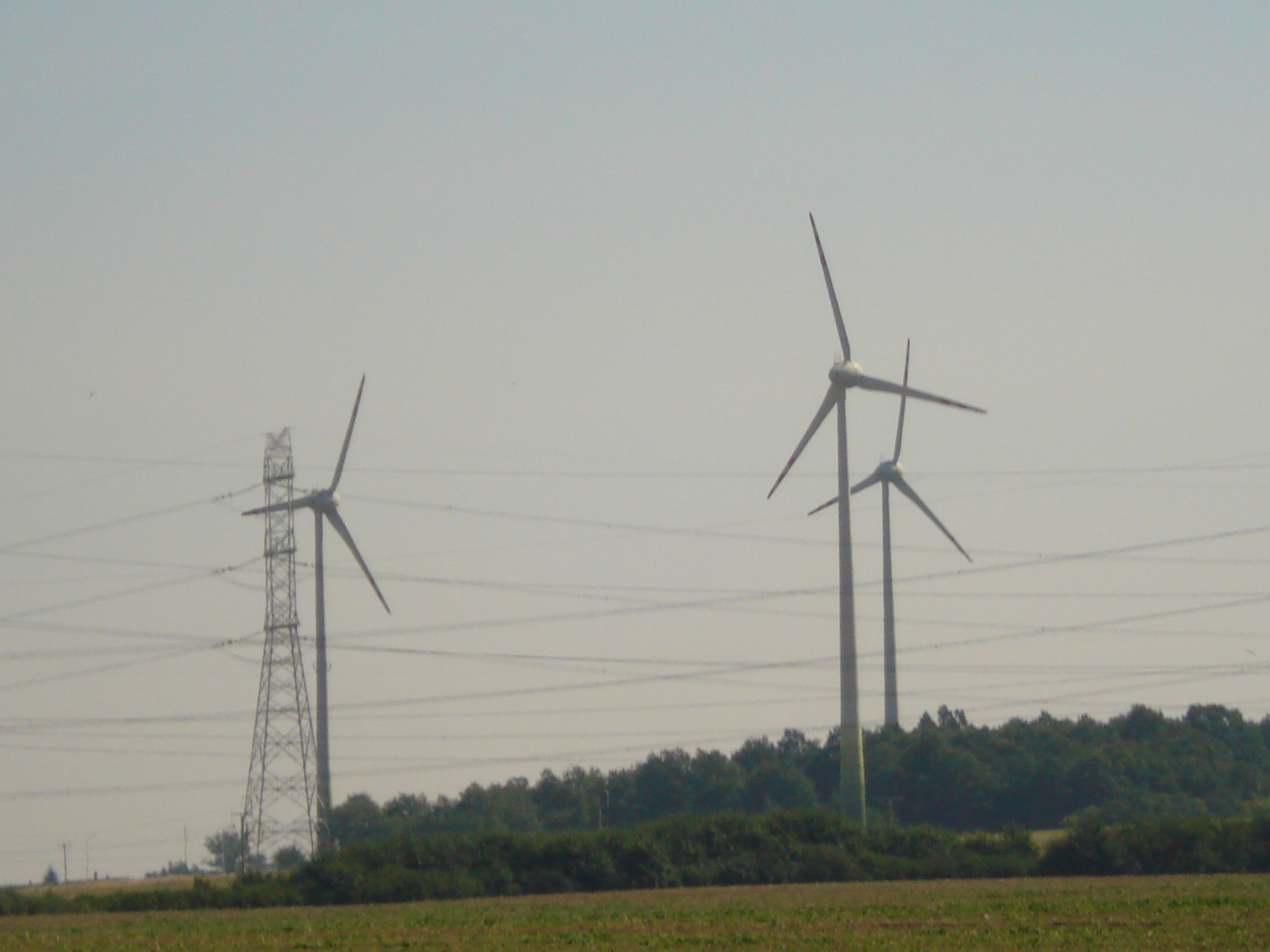
Elektrownie wiatrowe
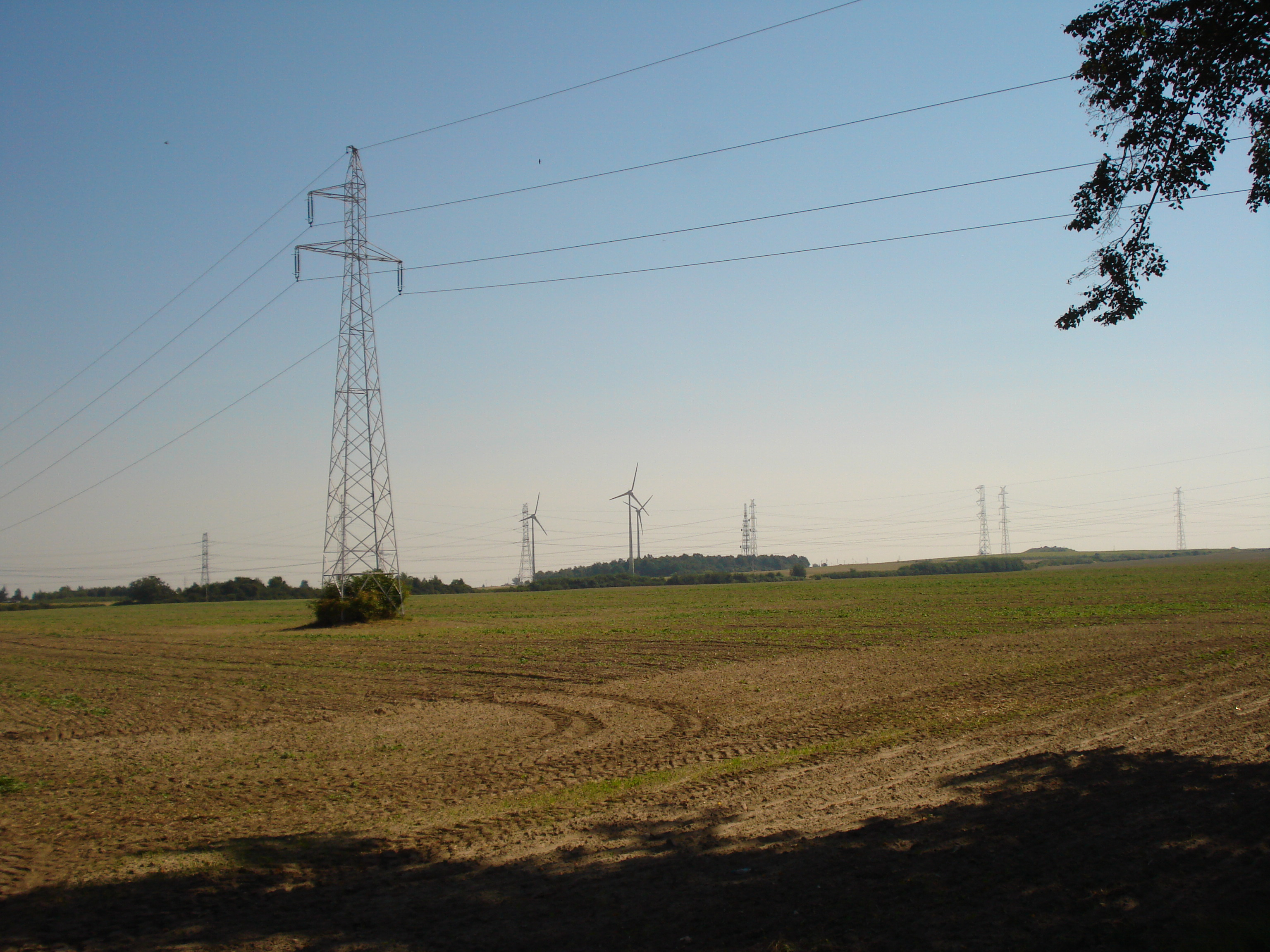

## Przyroda
- park krajobrazowy pałacu Szembeków, z poł. XIX w., o powierzchni 5,4 ha, z małym stawem i pomnikowym dębem
- Las Wysocko

## Sport
We Wysocku Wielkim działa Ludowy Klub Sportowy Orzeł Wysocko Wielkie, mający sekcje tenisa stołowego (okręgówka i klasa A), piłki nożnej (Kalisz - klasa B - grupa III). Klub zrzesza ok. 60 członków, głównie mieszkańców wsi Wysocko Wielkie oraz okolicznych miejscowości.

## Gospodarka
Na wzgórzach, w północnej części miejscowości - na pograniczu z Ostrowem - znajdują się trzy elektrownie wiatrowe.